# Seznam transportů Židů vypravených z Terezína

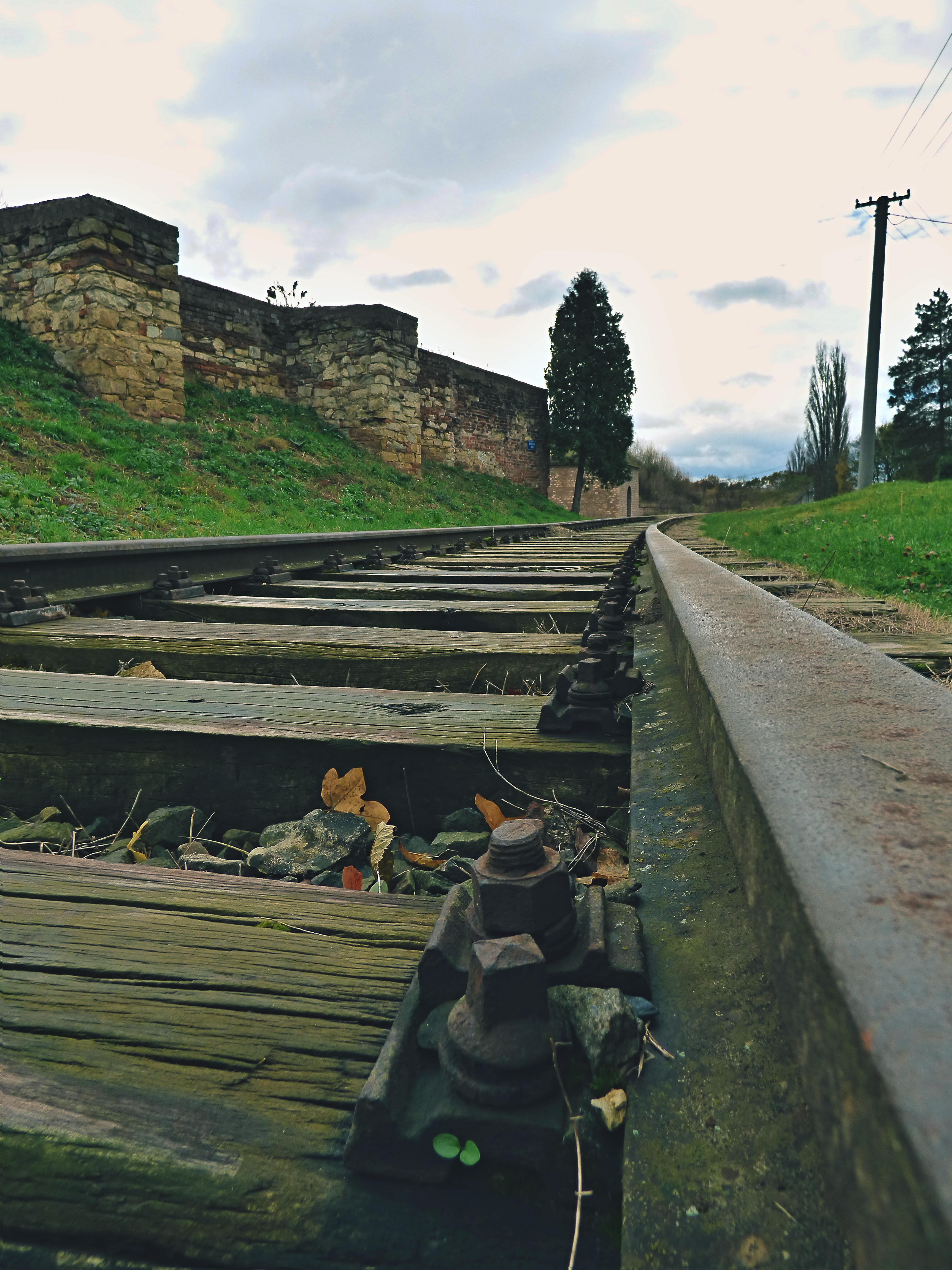
Zachovalé koleje vlečky v Terezíně

Transporty Židů vypravené z Terezína na východ a do Bergen-Belsenu.
V letech 1942 až 1944 bylo z Ghetta Terezín vypraveno 63 transportů s 87 tisíci Židy do koncentračních a vyhlazovacích táborů na východ. Z nich válku přežilo 3 586 osob. 

## Transporty

### Číslované transporty
| Seznam transportů z Terezína podle data | Seznam transportů z Terezína podle data | Seznam transportů z Terezína podle data | Seznam transportů z Terezína podle data | Seznam transportů z Terezína podle data | Seznam transportů z Terezína podle data |
| Pořadí                                  | Označení transportu                     | Datum                                   | Cíl transportu                          | Počet osob                              | Poznámky |
| --------------------------------------- | --------------------------------------- | --------------------------------------- | --------------------------------------- | --------------------------------------- | --- |
| 1.                                      | O                                       | 9. 1. 1942                              | Riga                                    | 1000                                    | |
| 2.                                      | P                                       | 15. 1. 1942                             | Riga                                    | 1000                                    | |
| 3.                                      | Aa                                      | 11. 3. 1942                             | Izbica                                  | 1001                                    | |
| 4.                                      | Ab                                      | 17. 3. 1942                             | Izbica                                  | 1000                                    | |
| 5.                                      | Ag                                      | 1. 4. 1942                              | Piaski                                  | 1000                                    | |
| 6.                                      | Ap                                      | 18. 4. 1942                             | Rejowiec                                | 1000                                    | |
| 7.                                      | Al                                      | 23. 4. 1942                             | Lublin                                  | 1000                                    | |
| 8.                                      | An                                      | 25. 4. 1942                             | Varšava                                 | 1000                                    | |
| 9.                                      | Aq                                      | 27. 4. 1942                             | Izbica                                  | 1000                                    | |
| 10.                                     | Ar                                      | 28. 4. 1942                             | Zamość                                  | 1000                                    | |
| 11.                                     | As                                      | 30. 4. 1942                             | Zamość                                  | 1000                                    | |
| 12.                                     | Ax                                      | 9. 5. 1942                              | Lublin                                  | 1000                                    | |
| 13.                                     | Ay                                      | 17. 5. 1942                             | Lublin                                  | 1000                                    | |
| 14.                                     | Az                                      | 25. 5. 1942                             | Lublin                                  | 1000                                    | |
| 15.                                     | AAk                                     | 12. 6. 1942                             | Trawniki                                | 1000                                    | |
| 16.                                     | AAl                                     | 13. 6. 1942                             | Lublin                                  | 1000                                    | |
| 17.                                     | AAx                                     | 14. 7. 1942                             | Malý Trostinec                          | 1000                                    | |
| 18.                                     | AAy                                     | 28. 7. 1942                             | Baranoviči                              | 1000                                    | |
| 19.                                     | AAz                                     | 4. 8. 1942                              | Maly Trostinec                          | 1000                                    | |
| 20.                                     | Bb                                      | 20. 8. 1942                             | Riga                                    | 1000                                    | |
| 21.                                     | Bc                                      | 25. 8. 1942                             | Maly Trostinec                          | 1000                                    | |
| 22.                                     | Be                                      | 1. 9. 1942                              | Raasiku                                 | 1000                                    | |
| 23.                                     | Bk                                      | 8. 9. 1942                              | Maly Trostinec                          | 1000                                    | |
| 24.                                     | Bo                                      | 19. 9. 1942                             | Treblinka                               | 2000                                    | |
| 25.                                     | Bp                                      | 21. 9. 1942                             | Treblinka                               | 2020                                    | |
| 26.                                     | Bn                                      | 22. 9. 1942                             | Maly Trostinec                          | 1000                                    | |
| 27.                                     | Bq                                      | 23. 9. 1942                             | Treblinka                               | 1980                                    | |
| 28.                                     | Br                                      | 26. 9. 1942                             | Treblinka                               | 2004                                    | |
| 29.                                     | Bs                                      | 29. 9. 1942                             | Treblinka                               | 2000                                    | |
| 30.                                     | Bt                                      | 6. 10. 1942                             | Treblinka                               | 1000                                    | |
| 31.                                     | Bu                                      | 8. 10. 1942                             | Treblinka                               | 1000                                    | |
| 32.                                     | Bv                                      | 15. 10. 1942                            | Treblinka                               | 1998                                    | |
| 33.                                     | Bw                                      | 19. 10. 1942                            | Treblinka                               | 1984                                    | |
| 34.                                     | Bx                                      | 22. 10. 1942                            | Treblinka                               | 2018                                    | |
| 35.                                     | By                                      | 26. 10. 1942                            | Auschwitz                               | 1866                                    | 1. transport do Auschwitz |
| 36.                                     | Cq                                      | 20. 1. 1943                             | Auschwitz                               | 2000                                    | |
| 37.                                     | Cr                                      | 23. 1. 1943                             | Auschwitz                               | 2000                                    | |
| 38.                                     | Cs                                      | 26. 1. 1943                             | Auschwitz                               | 1000                                    | |
| 39.                                     | Ct                                      | 29. 1. 1943                             | Auschwitz                               | 1000                                    | |
| 40.                                     | Cu                                      | 1. 2. 1943                              | Auschwitz                               | 1001                                    | |
| 41.                                     | Dl                                      | 6. 9. 1943                              | Auschwitz                               | 2479                                    | Transport Dl a Dm byly první transporty do Terezínského rodinného tábora ((BIIb) v Aschwitz II-Birkenau. Mezi nimi Alfred (Fredy) Hirsch (č. 4)                  |
| 42.                                     | Dm                                      | 6. 9. 1943                              | Auschwitz                               | 2528                                    | Transport Dl a Dm byly první transporty do Terezínského rodinného tábora ((BIIb) v Aschwitz II-Birkenau.                                                         |
| 43.                                     | Dn/a                                    | 5. 10. 1943                             | Auschwitz                               | 53                                      | Mezi nimi Otilie Davidová (č. 6), sestra Franze Kafky |
| 44.                                     | Dr                                      | 15. 12. 1943                            | Auschwitz                               | 2504                                    | |
| 45.                                     | Ds                                      | 18. 12. 1943                            | Auschwitz                               | 2503                                    | |
| 46.                                     | Dx                                      | 20. 3. 1944                             | Auschwitz                               | 45                                      | Psychiatrický transport 42 pacientů, s nimi 2 ošetřovatelé a 1 lékař. Tento transport v podstatě znamenal likvidaci psychiatrického oddělení v Kavalíru (E VII). |
| 47.                                     | Dz                                      | 15. 5. 1944                             | Auschwitz                               | 2503                                    | |
| 48.                                     | Ea                                      | 16. 5. 1944                             | Auschwitz                               | 2500                                    | |
| 49.                                     | Eb                                      | 18. 5. 1944                             | Auschwitz                               | 2500                                    | |
| 50.                                     | Eh                                      | 1. 7. 1944                              | Auschwitz                               | 10                                      | |
| 51.                                     | Eg                                      | 4. 7. 1944                              | Bergen-Belsen                           | 15                                      | |
| 52.                                     | Ej                                      | 27. 9. 1944                             | Bergen-Belsen                           | 20                                      | |
| 53.                                     | Ek                                      | 28. 9. 1944                             | Auschwitz                               | 2499                                    | Mezi nimi Petr Ginz (č. 1880) a Pavel Brandeis (č. 2043), manžel Friedl Dicker-Brandeisové.                                                                      |
| 54.                                     | El                                      | 29. 9. 1944                             | Auschwitz                               | 1500                                    | |
| 55.                                     | Em                                      | 1. 10. 1944                             | Auschwitz                               | 1500                                    | |
| 56.                                     | En                                      | 4. 10. 1944                             | Auschwitz                               | 1500                                    | |
| 57.                                     | Eo                                      | 6. 10. 1944                             | Auschwitz                               | 1550                                    | Mezi nimi Friedl Dicker-Brandeis (č. 167) |
| 58.                                     | Ep                                      | 9. 10. 1944                             | Auschwitz                               | 1600                                    | |
| 59.                                     | Eq                                      | 12. 10. 1944                            | Auschwitz                               | 1500                                    | |
| 60.                                     | Er                                      | 16. 10. 1944                            | Auschwitz                               | 1500                                    | Mezi nimi Pavel Haas (č. 1231) a Jan (Hans) Krása (č. 940) |
| 61.                                     | Es                                      | 19. 10. 1944                            | Auschwitz                               | 1500                                    | |
| 62.                                     | Et                                      | 23. 10. 1944                            | Auschwitz                               | 1715                                    | |
| 63.                                     | Ev                                      | 28. 10. 1944                            | Auschwitz                               | 2038                                    | |

Celkem bylo v těchto transportech odesláno 86 934 lidí. K nim je třeba připočítat transport 1196 dětí z Białystoku, které nebyly vzaty do evidence vězňů ghetta, a 5 osob z nečíslovaného transportu Rum. 

### Nečíslované transporty
| Nečíslované transporty | Nečíslované transporty | Nečíslované transporty | Nečíslované transporty | Nečíslované transporty |
| Pořadí                 | Označení transportu    | Datum                  | Cíl transportu         | Počet osob             |
| ---------------------- | ---------------------- | ---------------------- | ---------------------- | ---------------------- |
| nečíslováno            | Dn                     | 5. 10. 1943            | Auschwitz              | 1196                   |
| nečíslováno            | Rum                    | 17. 5. 1944            | Bergen-Belsen          | 5                      |

## Celková bilance
Celková bilance činí 88 135 deportovaných osob.